# Serra de Baturité
Serra de Baturité är ett berg i Brasilien.   Det ligger i kommunen Caridade och delstaten Ceará, i den östra delen av landet, 1 600 km nordost om huvudstaden Brasília. Toppen på Serra de Baturité är 1 037 meter över havet, eller 133 meter över den omgivande terrängen. Bredden vid basen är 3,1 km.
Terrängen runt Serra de Baturité är huvudsakligen kuperad. Närmaste större samhälle är Baturité, 16,5 km söder om Serra de Baturité. 
Omgivningarna runt Serra de Baturité är en mosaik av jordbruksmark och naturlig växtlighet. Runt Serra de Baturité är det ganska glesbefolkat, med 42 invånare per kvadratkilometer.